# Sophie-Barat-Schule

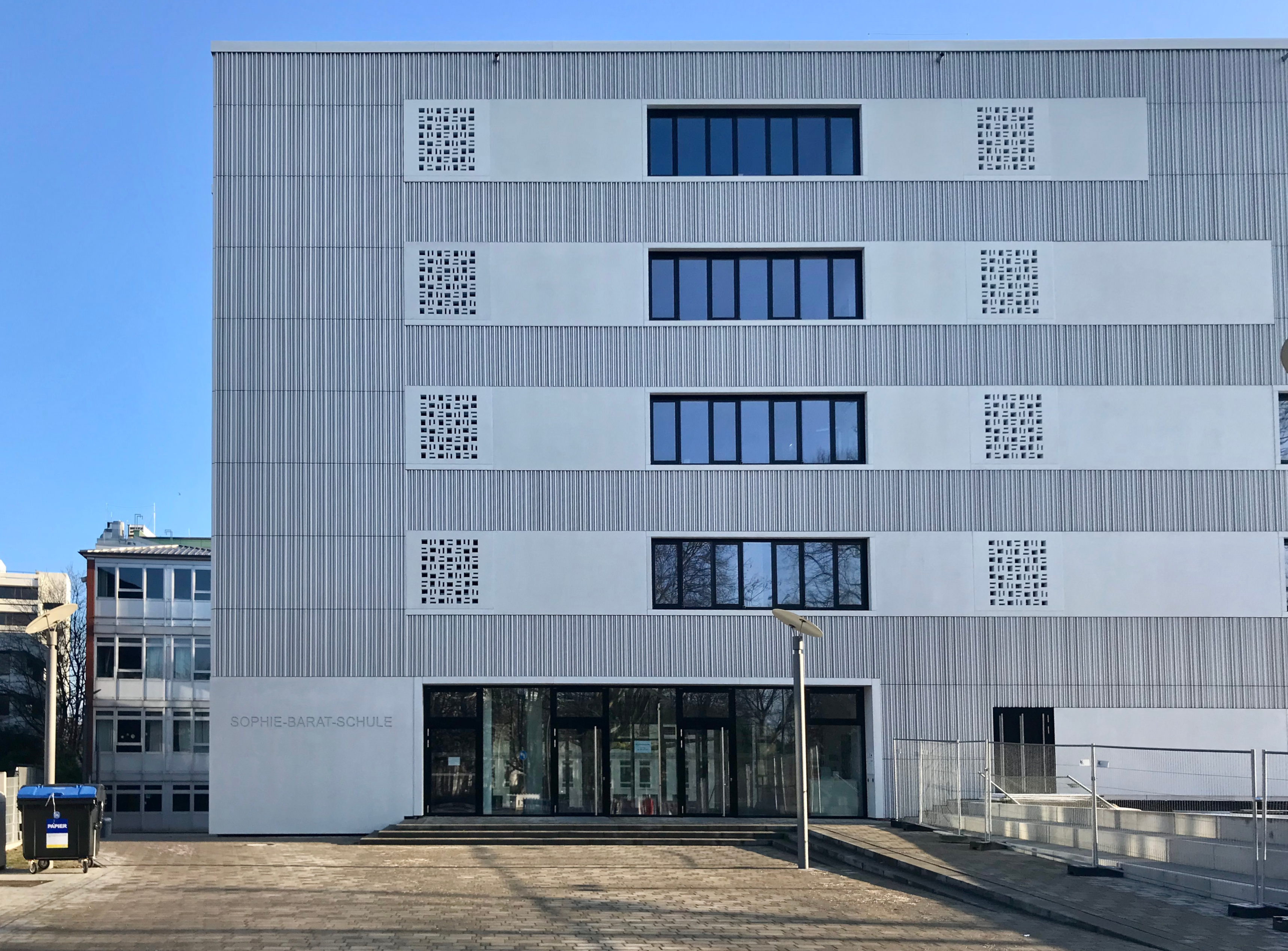
Neubau, Ansicht von der Neuen Rabenstraße (2019)

Die Sophie-Barat-Schule ist ein privates, katholisches Gymnasium in Hamburg-Rotherbaum. Ebenso wie die beiden anderen katholischen Gymnasien Hamburgs (Sankt-Ansgar-Schule und Niels-Stensen-Gymnasium) ist die Schule seit 2017 in direkter Trägerschaft des Erzbistums Hamburg.

## Geschichte
Die Schule war bis 1982 ein reines Mädchengymnasium. Vorläuferin war eine katholische Bildungsanstalt für Mädchen, die seit 1895 bestand und seit 1900 von Ursulinen geleitet wurde. Im Jahre 1903 wurde diese Mädchenschule dem neuerbauten Ursulinen-Mutterhaus in Osnabrück-Haste unterstellt. Diese Hamburger St. Angela-Schule wurde im Jahre 1912 als Lyzeum anerkannt. 1940 wurde die Schule von den Nationalsozialisten geschlossen, konnte jedoch 1946 in der Neuen Rabenstraße wiedereröffnet werden. 1952 übernahmen Schwestern vom Sacré-Cœur-Orden die Schule und benannten sie nach ihrer Ordensgründerin Sophie Barat (1779–1865) um, die in der Umbruchszeit der Französischen Revolution vor allem im Bereich der schulischen Erziehung einen Neuanfang suchte.
Isa Vermehren, die zunächst seit den 1930er Jahren als Kabarettistin, Filmschauspielerin und später unter anderem durch Das Wort zum Sonntag als Ordensschwester bekannt wurde, leitete die Sophie-Barat-Schule von 1969 bis zu ihrer Pensionierung 1983.
Seit 1982 werden die mittlerweile rund 1.050 Schüler koedukativ unterrichtet. Im Jahre 1988 kam ein Aufbaugymnasium hinzu, auf dem Schüler mit Realschulabschluss das Abitur nach 12 Jahren erlangen können.
Im Schuljahr 2004/2005 kam es zwischen Schulleitung und Redakteuren zu einem Streit um die Schülerzeitung Sophies Unterwelt.
Am 10. Mai 2012 wurde das 60-jährige Bestehen der Schule mit einem Pontifikalamt in der Hamburger Hauptkirche St. Michaelis mit Erzbischof Werner Thissen gefeiert.
Die Schule wurde bis 2013 von einer Schwester des Sacré-Coeur-Ordens geleitet.
Das Gymnasium befand sich bis 2016 in freier Trägerschaft des Katholischen Schulverbandes Hamburg, seitdem in Trägerschaft des Erzbistums Hamburg.

## Schulische Ausrichtung
Seit dem Schuljahr 2012/2013 gibt es an der Sophie-Barat-Schule einen neu-rhythmisierten Schultag. Er besteht aus Fundamentum, normaler eineinhalbstündiger Unterricht am Vormittag pro Fach, und sogenannten Addita (von lat. addere = hinzufügen), Nachmittagsunterricht, der nach eigenen Interessen gewählt werden kann und ebenfalls eineinhalb Stunden umfasst, nach einer dreiviertelstündigen Mittagspause.
Die Umstellung auf dieses neue Schulsystem rief in regionalen/lokalen Medien einige Resonanz hervor, so zum Beispiel in der Hamburger Morgenpost und im Hamburger Abendblatt.
Ebenfalls besteht an dem Gymnasium ein Pilotprojekt, welches Neuntklässler zu sogenannten Medienscouts ausbildet, deren Aufgabe es ist, Schülern aus der Unterstufe (5. bis 7. Klasse) mediale Aufklärung zu geben, beispielsweise in sozialen Netzwerken wie Facebook.
Dem Vorbild ihrer Namenspatronin folgend betont die Sophie-Barat-Schule
- eine ganzheitliche Erziehung (Kopf, Herz, Hand), und
- das Konzept des Förderns und Forderns.

## Gebäude

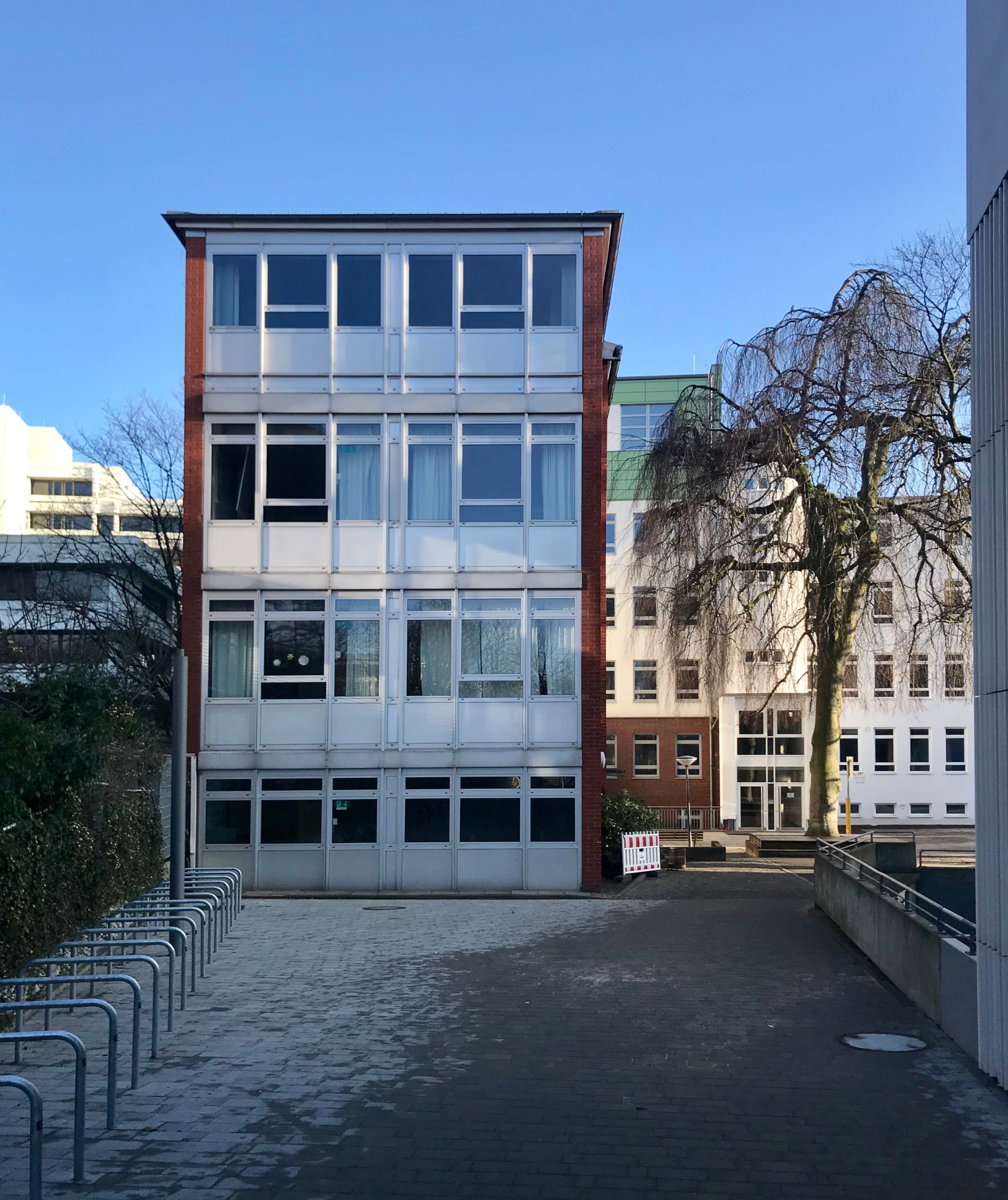
Altbau (2019)

Das Schulgelände liegt zwischen Mittelweg und Warburgstraße, unweit des Westufers der Außenalster. Das Ursprungsgebäude datiert auf 1931, und wurde 1955 für die Schule umgebaut und aufgestockt. 1975 folgten Fachräume und die Turnhalle, 1988 dann Anbauten zur Warburgstraße.
2006 gab es angesichts der räumlichen Enge Gespräche über Alternativstandorte zwischen Schulträger und Schule. Eltern und Schüler sprachen sich vehement für den Verbleib am traditionellen Standort aus. In der Folge beschloss der Schulträger den Umbau am bisherigen Standort an der Warburgstraße. Von 2016 bis 2018 wurde ein fünfgeschossiger Neubau an der Neuen Rabenstraße errichtet, der das vorhandene Schulgebäude aus den 1960er Jahren ersetzte.

## Persönlichkeiten

### Ehemalige Lehrer
- Elli Heesch (1904–1993), Mathematikerin, Philosophin, Ordensschwester und von 1957 bis 1969 Rektorin der Sophie-Barat-Schule[4]
- Isa Vermehren (1918–2009), Kabarettistin, Schauspielerin, Ordensschwester und von 1969 bis 1983 Rektorin der Sophie-Barat-Schule
- Henry Fischer (1928–1997), Theologe und 1959 Religionslehrer und Rektor an der Sophie-Barat-Schule
- Rainer Bolle (* 1960), Religionspädagoge und ehemaliger Lehrer an der Sophie-Barat-Schule

### Ehemalige Schüler
- Iris Berben (* 1950), Schauspielerin
- Cornelia Bührle (* 1953), Ordensschwester
- Claudia Spiewak (* 1954), Journalistin
- Beatrix Palt (* 1968), Erziehungswissenschaftlerin und Unternehmensberaterin
- Sybill Buitrón Lübcke (* 1969), Politikerin (CDU), MdHB a. D.
- Christina Block (* 1973), deutsche Gastronomin und Unternehmerin
- Theresa Underberg (* 1985), Schauspielerin
- Nico Semsrott (* 1986), Kabarettist und Politiker im Europaparlament
- Arne Semsrott (* 1988), Journalist